# Stratiomys discaloides
Stratiomys discaloides är en tvåvingeart som först beskrevs av Charles Howard Curran 1922.  Stratiomys discaloides ingår i släktet Stratiomys och familjen vapenflugor. Inga underarter finns listade i Catalogue of Life.